# ميكولا موسوليتين
ميكولا موسوليتين (بالأوكرانية: Мусолітін Микола Володимирович)‏ (21 يناير 1999 بأوكرانيا - ) هو لاعب كرة قدم أوكراني في مركز الوسط. لعب مع تشورنومورتس أوديسا.

## وصلات خارجية
- ميكولا موسوليتين على موقع الاتحاد الأوربي (الإنجليزية)
- ميكولا موسوليتين على موقع اتحاد أوكرانيا (الإنجليزية)
- ميكولا موسوليتين على موقع قاعدة بيانات كرة القدم.إي يو (الإنجليزية)
- ميكولا موسوليتين على موقع Soccerway.com (الإنجليزية)
- ميكولا موسوليتين على موقع عالم كرة القدم.نت (الإنجليزية)